# Пуцич, Медо
Граф Медо Пуцич известный также как Орсат Пуцич (серб. Medo Pucić; 12 марта 1821, Дубровник, Королевство Далмация, Австрийская империя — 30 июня, 1882, там же) — сербский писатель

, поэт, переводчик и политический деятель иллиризма.

## Биография
Потомок старинного дубровницкого рода. Обучался в лицее в Венеции, где в 1841 году познакомился с Яном Колларом, будущим родоначальником панславизма в поэзии. Под впечатлением его панславистских идей присоединился к иллирийскому движению. Позже от панславизма, пришëл к идее объединения сербских католиков.
В 1841—1843 годах слушал лекции в университете Падуи, с 1843 по 1845 год изучал право в Венском университете. Был принят в Мальтийский орден.

## Политическая деятельность
После усиления политических процессов в Габсбургской монархии с 1860 года, принял активное участие в сербско-хорватском национальном движении в Далмации. Был сторонником единства сербов и хорватов, двух ветвей единой южнославянской нации, Медо Пуцич выступал за объединения всех южнославянских земель, входящих в состав Австрийской империи вокруг одной нации, позже названной Югославией. Панславянские (или пан-южнославянские) идеи Пуцича были основаны на принципе объединения сербов и хорватов со славянской традицией в Дубровнике.
В 1868 году переехал в Белград, где стал воспитателем у молодого князя Милана IV Обреновича, пока тот не достиг совершеннолетия в 1872 году.
Затем вернулся в Дубровник. Сыграл важную роль в культурной жизни города в 1870-е годы. Умер в 1874 году.

## Творчество
Автор лирических и эпических поэм, патриотической лирики, политических эссе и исторических исследований. Основной мотив его работ — история Дубровника и Дубровницкой республики.
Дебютировал в 1840-х годах, когда начал публиковаться свои стихи в «Зоре Далматинской» и в «Данице». Помещал статьи о старых дубровницких и далматинских писателях, перевëл на хорватский язык многие стихотворения Пушкина и Мицкевича.
В 1844 году издал в Вене «Антологию» из старых дубровницких поэтов. В сборник «Taljanke» (Загреб, 1849) вошли стихотворения, написанные им в Италии. В 1856 году вышла его «Povẻstnica Dubrovnika». В 1858—1862 гг. сербское содружество издало составленный им сборник памятников по истории Дубровника: «Споменици српски».
Поэзия Пуцича носит славянофильский характер («Pjesme», Карловец, 1862; «Cviet», Вена, 1864; стихотворения в «Dubrovnik», 1867). В своих статьях о языке Медо Пуцич восставал против излишнего пуризма в переводе заимствованных технических слов на хорватский язык.
Если сравнивать его со старыми дубровницкими поэтами, то он значительно превосходит их большею народностью языка, чувств и выражений. В ней нет ни малейшего следа тех враждебных, неприязненных чувств к православным сербам, которые так много вредили Дубровницкой республике, и привели к потере её независимости.
Пуцич в своих произведениях питал глубокое сочувствие к православным сербам Черногории и других княжеств и верил в их славное будущее.

## Избранная библиография
- Slovjanska antologija iz rukopisah dubrovačkih pjesnikah, 1844
- Talijanke), 1849 (элегия)
- Spomenici srpski od godine 1395. do 1423. том I — 1858, том II — 1862
- Dei canti popolari illirici, discorso detto Adam Mickiewicz, 1860
- Giovanni Gundulich. vita (Ivan Gundulić), 1843,
- Pjesme (Поэма), 1879
- Karađurđevka, 1864 и др.